# Vittorio Blandino
Vittorio Blandino (Avigliana, 6 giugno 1924 – Villar Almese, 7 marzo 2009) è stato un partigiano italiano, nome di battaglia di Vittorio.

## Biografia
Nato in una famiglia antifascista (il padre rifiutò sempre di prendere la tessera del PNF anche se per questo perse il lavoro da ferroviere ed in conseguenza dovette emigrare in Austria), durante la guerra prestò servizio nei carabinieri, ma dopo il 25 luglio abbandonò la sua assegnazione e si rifugiò sulle montagne sopra Almese, dove i primi gruppi iniziavano a preparare le future bande partigiane.
Nel novembre-dicembre del '43 fu coinvolto in almeno due occasioni nella 'battaglia della ferrovia' in Valsusa, fu uno dei quattro autori del sabotaggio al ponte dell'Arnodera nella notte tra il 28 e il 29 dicembre 1943 insieme a don Francesco Foglia, Sergio Bellone e Remo Bugnone. In questa occasione si occupò anche del trasporto dell'esplosivo utilizzato fino ad Urbiano
Nel gennaio del 1944 venne arrestato durante una ricognizione a Venaria e tradotto nella famigerata caserma di via Asti a Torino. Resterà prigioniero dei fascisti per circa due mesi, parte in via Asti parte alle carceri nuove, in questo periodo subirà numerose torture, compresa l'estirpazione di tutte le unghie delle mani e dei piedi. Riuscirà ad uscire dalla prigione solo grazie all'intercessione di alcuni ex colleghi carabinieri che ottennero di prenderlo in custodia. Dalla caserma dei carabinieri evaderà dopo pochi giorni per tornare in montagna.
Tra l'1 e il 2 luglio 1944 con i suoi uomini viene coinvolto nel grande rastrellamento tedesco passato alla storia come Eccidio del Colle del Lys, il suo gruppo riporterà tre perdite. Nel dopoguerra sarà uno dei principali promotori delle celebrazioni che ogni anno ricordano l'episodio.
Nella notte del 18 agosto 1944 assieme a Mario Castagno, guida l'attacco alla sede Aeritalia di Torino, con il quale i partigiani riuscirono a mettere fuori uso un gran numero di aerei e a procurarsi una ingente quantità di armi.
Il 26 aprile 1945 viene gravemente ferito mentre nel quartiere Santa Rita di Torino partecipa alla difesa delle fabbriche dal sabotaggio dei nazisti, sarà l'ottava ed ultima ferita riportata durante la resistenza.

### Dopo la guerra

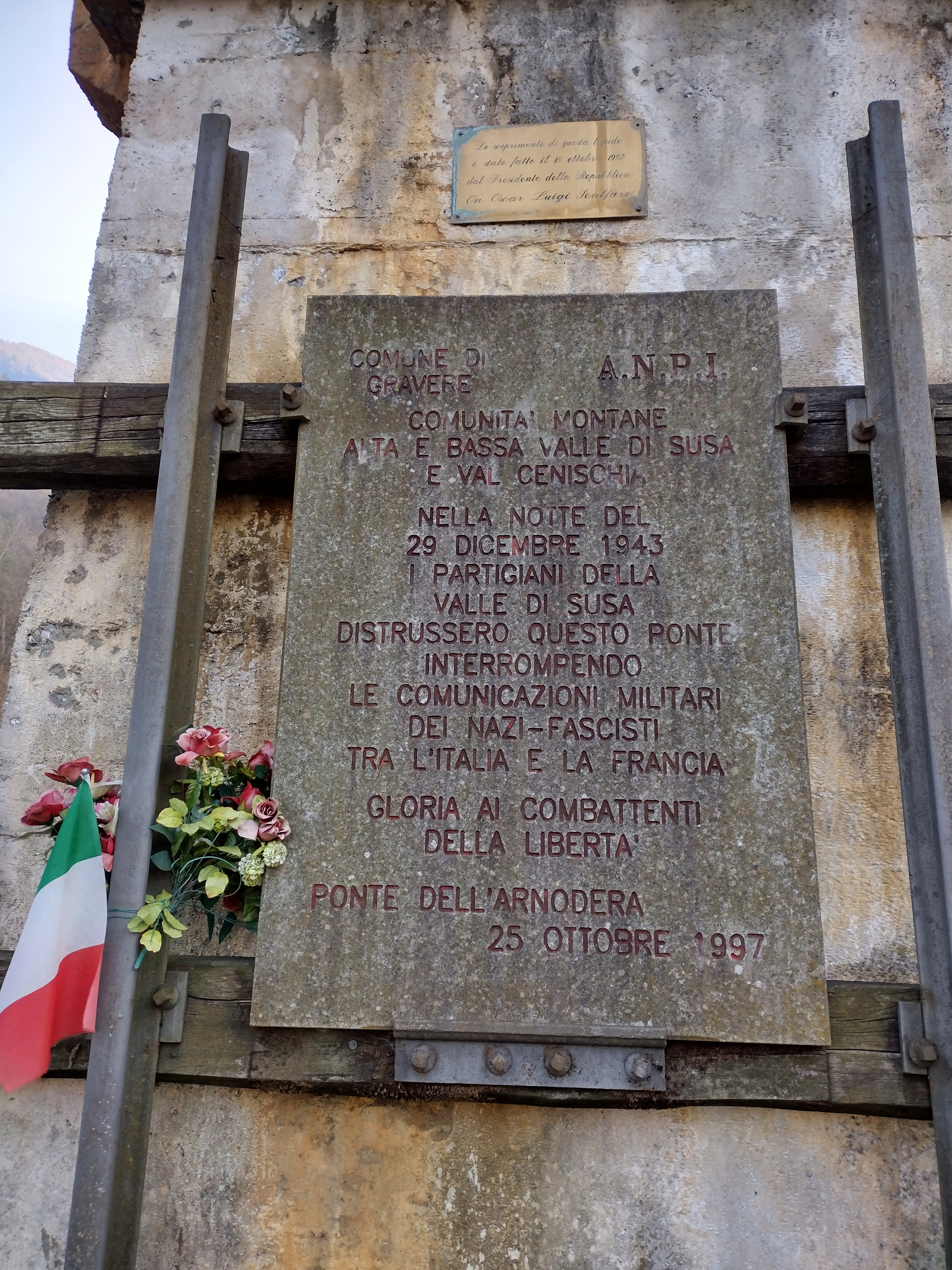
Lapide presso il ponte dell'Arnodera

Dopo la guerra si dedico alla conservazione e diffusione della storia della resistenza, fondò e condusse per molti anni la sezione ANPI Valmessa e si spese per l'istituzione della giornata celebrativa dell'Eccidio del Colle del Lys. 
Nonostante gravi problemi di salute (in particolare la tubercolosi, probabilmente causatagli dalle torture subite in via Asti) si dedicò anche, insieme a Nicola Grosa, al recupero delle salme dei caduti partigiani dispersi in montagna affinché fossero tumulati nell'area dedicata ai martiri della Resistenza, detta "Campo della Gloria", all'interno del Cimitero monumentale di Torino.
Nel 1997, unico tra i quattro autori dell'azione, presenziò alla posa della targa che ricordava il sabotaggio del ponte dell'Arnodera.
Morì a Villar Dora nel marzo del 2009, all'età di 84 anni.